# ساراسین، بورگس
ساراسین (به اسپانیایی: Sarracín) یک شهرستان در اسپانیا است که در کاستیا و لئون واقع شده‌است.

## خصوصیات
ساراسین ۹ کیلومترمربع مساحت و ۲۸۵ نفر جمعیت دارد.